# Umgruppierung
Umgruppierung ist im Personalwesen und im Arbeitsrecht die Änderung der Zuordnung eines Arbeitnehmers zu der für ihn maßgeblichen Lohn- bzw. Gehalts- oder Tarifgruppe.

## Inhalt
Bei der Umgruppierung handelt es sich um die Feststellung des Arbeitgebers, dass die Tätigkeit des Arbeitnehmers nicht oder nicht mehr der Entgeltgruppe entspricht, in die er ursprünglich eingruppiert wurde, sondern die Tätigkeit einer anderen – höheren oder niedrigeren – Gruppe zuzuordnen ist.
Die Umgruppierung erfolgt bei Arbeitern innerhalb der vorhandenen Lohngruppen, bei Angestellten innerhalb der vorhandenen Gehalts- oder Tarifgruppen. Die Änderung kann erfolgen aufgrund einer Versetzung durch den Arbeitgeber in eine anders bewertete Stelle, einer Beförderung/Degradierung oder aufgrund einer neuen Lohn- bzw. Gehaltsgruppeneinteilung. Umgruppierung kann Höher- oder Rückgruppierung sein.

## Wirtschaftliche Aspekte
Umgruppierungen sind stets mit einer Änderung der Personalkosten verbunden. Sie sind von der Eingruppierung zu unterscheiden, welche die (erstmalige) Einordnung eines Arbeitnehmers in ein kollektives Entgeltschema darstellt. Gemäß § 99 Abs. 1 BetrVG hat der Betriebsrat ein Vetorecht bei Umgruppierungen.